# Skawa Wadowice
Skawa Wadowice – wielosekcyjny polski klub sportowy założony w 1907 roku przez cechy rzemieślnicze w Wadowicach. Pierwszym prezesem klubu był Ignacy Markielowski. Obecnie działają cztery sekcje: piłkarska, koszykarska, siatkarska i tenisa stołowego.